# Masakiyo Maezono
Masakiyo Maezono, född 29 oktober 1973 i Kagoshima prefektur, Japan, är en japansk tidigare fotbollsspelare.